# Der Mann von La Mancha (Film)
 Der Mann von La Mancha (Originaltitel: Man of La Mancha) ist eine italienisch-amerikanische Verfilmung des Musicals Der Mann von La Mancha aus dem Jahre 1972. Regie führte Arthur Hiller nach einem Drehbuch von Dale Wasserman. Die Hauptrollen spielten Peter O’Toole und Sophia Loren.

## Handlung
Der bis dahin erfolglose Schriftsteller Miguel de Cervantes und sein Diener sind wegen Gotteslästerung Gefangene in den Kerkern der Inquisition. Die Mitgefangenen wollen ihnen die mitgebrachten Besitztümer wegnehmen und veranstalten dazu ein „eigenes Gerichtsverfahren“. Um sein Manuskript für den Roman Don Quijote zu retten und um zu beweisen, dass er der Autor ist, führt Cervantes den Inhalt als Theaterstück im Gefängnis auf. Damit rettet er sein Manuskript und kann nun dem Inquisitionsprozess gefasst entgegensehen.

## Produktion

### Produktionsfirmen
Der Film wurde produziert von Produzioni Europee Associati (PEA) in Zusammenarbeit mit United Artists.

### Synchronisation
Die deutschsprachige Version wurde synchronisiert von:
| Charakter                              | Schauspieler   | Synchronsprecher    |
| -------------------------------------- | -------------- | ------------------- |
| Cervantes, Don Quijote, Alonso Quijana | Peter O’Toole  | Sebastian Fischer   |
| Dulcinea, Aldonza                      | Sophia Loren   | Rose-Marie Kirstein |
| Sancho Pansa, Diener                   | James Coco     | Thomas Braut        |
| Wirt, Gouverneur                       | Harry Andrews  | Erik Jelde          |
| Pedro                                  | Brian Blessed  | Herbert Weicker     |
| Priester                               | Ian Richardson | Manfred Andrae      |

### Musik
Verantwortlich für die Musik im Film  war Laurence Rosenthal. Da es sich aber um eine Musicalverfilmung handelt, wurde die Musik des Musicals verwendet. Diese stammte von Mitch Leigh, die Texte von Joe Darion. Die Musik auf dem Originalsoundtrack ist:
- Overture
- Man of la Mancha (I, Don Quixote)
- It’s All the Same
- Dulcinea
- I’m Only Thinking of Him
- I Really Like Him
- Medley: Barber’s Song / Golden Helmet of Mambrino
- Little Bird, Little Bird
- The Impossible Dream (The Quest)
- The Dubbing
- Medley: Life as It Really Is / Man of la Mancha (I, Don Quijote)
- Aldonza
- A Little Gossip
- Medley: Dulcinea (Reprise) / The Impossible Dream (The Quest) (Reprise)
- Impossible Dream (The Quest), Finale

Peter O’Toole sang seine Parts nicht selbst; sie wurden von Simon Gilbert gesungen. Gesprochene Parts in den Liedern übernahm Peter O’Toole aber selbst. Die anderen Schauspieler und Schauspielerinnen sangen ihre Lieder selbst.
Die Lieder What Do You Want of Me?, To Each His Dulcinea und The Abduction aus dem Musical kamen somit im Film nicht als Lieder vor.

### Uraufführungen
Die Welturaufführung war am 11. Dezember 1972 in New York. Die deutschsprachige Uraufführung war am 10. November 1974 im ZDF. Vertrieben wurde der Film durch United Artists.

## Kritik
Der Mann von La Mancha erhielt eher mittelmäßige Kritiken.
Die Musicalverfilmung überzeuge nicht wegen mangelnder gestalterischer Inspiration und Phantasie. Der Film wirke teuer und angemessen groß, aber nicht überzeugend. Er sei eine Sammlung von Dialogen, die unglaublich dumm klänge, wäre sie nicht in einem Musical. Und das Musical sei das nicht wert.
Der Film sei gut gespielt, aber schlecht gesungen. O’Toole, Loren und Coco könnten – wenn sie nicht mit Singen unterbrochen werden – fast überzeugen. Es wurde aber auch gefragt, warum Peter O’Toole schon wieder in einem Musical auftrete. Er könne nicht singen und wisse das auch. Er stelle den dementen Möchtegernritter überzeugend dar. Die Leistung von Sophia Loren sei die einzige, die den Film wirklich überlebe. Aber es sei eine undankbare Rolle.
Kritisiert wurde auch die uninspirierte Regie und die unruhige Kameraführung, die fast schon seekrank mache.

## Auszeichnungen
Laurence Rosenthal erhielt eine Nominierung für den Oscar in der Kategorie Beste Filmmusik (Original Song Score).
Bei den Golden Globe Awards wurden Peter O’Toole in der Kategorie Bester Hauptdarsteller Musical/Komödie und James Coco in der Kategorie Bester Nebendarsteller nominiert.
Beim National Board of Review wurde Peter O’Toole 1972 als Bester Schauspieler für seine Leistung in Der Mann von La Mancha sowie The Ruling Class ausgezeichnet.